# 双庙街乡
双庙街乡，是中华人民共和国河南省驻马店市泌阳县下辖的一个乡镇级行政单位。

## 行政区划
双庙街乡下辖以下地区：
双庙村、一张村、肖集村、桑盘村、夭庄村、蔡庄村、付洼村、中心村、老康庄村、吉楼村、沟李村、枣庄村、阎洼村、贾洼村、周庄村、刘岗村、武岗村和贾庄村。